# Ernst Karl Heinrich Hoyos-Sprinzenstein
Ernst Karl Heinrich Sosthenes Josef Hoyos-Sprinzenstein (* 28. November 1856 in Wien; † 10. Juni 1940 in Gutenstein; bis 1919 Reichsgraf von Hoyos-Sprinzenstein) war ein österreichischer Großgrundbesitzer, Expeditionsreisender und k.u.k. Offizier adeliger Herkunft.
Zur Unterscheidung von seinem Vater wurde er auch Ernst Karl der Jüngere genannt.

## Leben
Ernst Karl Hoyos-Sprinzenstein wuchs in Wien, Horn und Gutenstein auf. 1883 heiratete er Maria Leontine Larisch von Moennich (1862–1886), die bereits drei Jahre nach der Hochzeit verstarb. 1896 übernahm er die Verwaltung der niederösterreichischen Familiengüter (des Familienfideikommisses) in Gutenstein, Drosendorf, Horn, Raan und Rosenburg.
Sein Hauptinteresse galt jedoch seinen Expeditionsreisen und der Großwildjagd: Nach dem frühen Tod seiner Frau bereiste und fotografierte er Nordamerika, Grönland, Afrika, Indien und die Mongolei. Nach dem Ausbruch des Ersten Weltkrieges im Jahr 1914 diente er als k.u.k. Offizier.

## Familie
Ernst Karl Heinrich Hoyos-Sprinzenstein entstammt dem spanischen Adelsgeschlecht Hoyos, das im 16. Jahrhundert von Spanien nach Niederösterreich eingewandert war. Er war eines der acht Kinder von Ernst Karl von Hoyos-Sprinzenstein (1830–1903; auch Ernst Karl der Ältere genannt) und dessen Frau Eleonore von Hoyos, geborene Paar (1835–1913).
Mit seiner Frau Maria Leontine hatte er einen gemeinsamen Sohn, den Gutsbesitzer und Politiker Rudolf Hoyos-Sprinzenstein (1884–1972).

## Ehrungen
Auf Schloss Rosenburg, das nach wie vor in Familienbesitz und seit dem späten 19. Jahrhundert öffentlich zugänglich ist, wurde  ihm 2012 eine eigene Ausstellung gewidmet.

## Schriften
- Zu den Aulihan. Reise- und Jagderlebnisse im Somâlilande. Gerold & C., Wien 1895.
- Mit der Büchse in der Mongolei, im Altai und Thian-Schan. Neumann, Neudamm 1930.